# 銀正雄
銀子震（1952年8月—），筆名銀正雄、方拙、方浩、凌瑞林，生於台灣台北市，籍貫湖南邵陽，現居新北市，中華民國詩人、小說家，活躍於1970年代－1980年代台灣文壇。對本土化的台灣文學與論戰，抱持反對態度。小說作品《返鄉》被收錄至1977年劉紹銘所編的《本地作家小說選集》1979年銀正雄曾離家出走，自殺未遂而鬧上新聞。

## 經歷
銀正雄為台灣外省人，畢業於聯勤財務學校、國防管理學院。先任職於中華民國陸軍，退伍後至時報文化擔任編輯。
1977年4月，銀正雄於文學雜誌《仙人掌雜誌》發表〈墳地那裡來的鐘聲〉，針對王拓首創鄉土小說《墳地鐘聲》提出台灣鄉土文學從清新可人、純真和悲天憫人本質轉變成為「具有仇恨、憤怒的皺紋」、「表達仇恨與憎惡等意識」，該文章被視為發起台灣鄉土文學論戰的首篇文章。
銀正雄少年時曾經揚言自殺，引發軒然大波，但最後只是虛晃一招，並未自殺。1979年10月30日《聯合報》第3版有則發自台中的新聞〈銀正雄寄遺書回家，表示厭世自殺，家人報警查尋〉，內容如下： 「青年作家銀正雄，數天前離開他的服務單位，在台中市寫『遺書』回家，表示厭世自殺，他的家人已向台中市警方報案協尋，並希望銀正雄能堅強的面對現實，不要想不開。」 「警方說，28歲的銀正雄（台北市人），是國內年輕一代的作家，經常在報章雜誌上投稿，作品以小說為主。」 「警方調查，銀正雄近日曾回家，他家人並不覺得他有異樣。後來，他隻身到台中市銀座飯店住了4天，26日才離去，27日他家人接到一封地址寫台中市，郵戳蓋了台北市的『遺書』回家，表示要自殺，同時，他住在台中的叔叔，也接到信，要他叔叔到飯店算房錢，從此銀正雄即不知去向。」 「前天台中市警方在建成旅社，發現一具無名男屍，因死者的年齡和銀正雄差不多，警方通知銀正雄的父母到台中市指認。昨天中午他們到繼中派出所看衣物，又到旅社現場看到該男子留下的一雙紅色皮鞋，認定那些東西並非銀正雄所有，沒有再去看屍體，就回台北市。」 「警方希望銀正雄能出面，以免他家人擔憂。」
2010年9月14日，銀正雄認為台灣媒體報導不公，為個人或財團利益而去惡意威脅當時執政的馬英九政府，因此發起「四拒運動」──主張拒聽、拒看、拒買、企業拒登廣告；希望藉此讓媒體有自省反思的能力，改變過去「以利益掛帥，收取廣告宣傳費，為特定政黨政客宣傳、掩飾、扭曲事實報導」的行徑。

## 言行和爭議
1979年10月30日的《聯合報》報導，銀正雄寄遺書回家，表示厭世自殺，家人報警查尋，銀正雄留書出走，20天音訊杳然，銀正雄自殺未遂，實為可惜。
到了1979年11月13日《聯合報》第3版又出現一則發自台北的新聞〈銀正雄留書出走 20天音訊杳然〉，內容如下： 「青年作家銀正雄自上月27日寄了一封內容厭世消極的信回家以後，至今普訊杳然。20天來，他的家人心焦如焚，尤其他的母親更是終日以淚洗面。」 「銀正雄的父親昨天說，銀正雄可能是在服務單位受了挫折，產生厭世的念頭，經他與單位主管協調，問題已經解決，希望他早日返回工作崗位，切莫因為一念之差做出傻事，把痛苦留給關心他的人。」 「今年28歲的銀正雄，湖南人，是年輕作家，小說作品散見各報章雜誌。銀正雄是在上月下旬隻身到台中市銀座飯店住了4天，26日離去，從此下落不明。第二天，他台北的家人接到他表示有意輕生的信。」 「他的父親說，由於銀正雄不知去向，他們夫妻每天度日如年；另一方面，銀正雄的單位主管也深表關切。」
2010年9月，銀正雄基於總統馬英九及其家人受辱罵而在網路發文反罵網友，遭該網友以違反刑法第309條公然侮辱控訴。雙方後來以新台幣六萬元和解，而銀某也於2012年10月31日在部落格公開道歉。2012年11月7日，新北地方法院以和解不起訴收場。
2013年7月17日銀正雄於blog上發表「媒體指稱洪仲丘是抓耙仔」一文，批評洪仲丘的同袍並指責聯合報及中國時報的報導。而同日ETtoday 東森新聞雲以「作家銀正雄：洪仲丘不只是抓耙仔 還越級報告嚴重違紀」為題對該文及讀者評論遂行報導；隔天7月18日銀正雄於blog上聲明，ETtoday 東森新聞雲以「綜合報導」之方式曲解文章內容，導致許多網友撻伐，損害著作權及個人名譽，要求道歉聲明。隨後東森新聞雲發出聲明承認侵害銀正雄先生之著作權及名譽並致上歉意。同月，銀正雄批評洪仲丘姊姊與1985聯盟。
同年10月12日，針對九月政爭，銀正雄號邀集40多位挺馬的網友在立法院前抗議，除要求王金平與民進黨團總召柯建銘為司法關說請辭下台，也呼籲馬英九總統解散國會。由於未申請路權，銀率領的紅衫軍因違法集會遊行法遭到警方數度舉牌警告，並與擁有路權的公投護台灣聯盟成員發生拉扯及口角。
同年11月在銀正雄對張懸舉中華民國國旗事件批評：「中華民國的國旗最無辜，藍營的在海外亮國旗，會被民進黨和台獨痛罵為「統派」。但對於綠營留學生的相同或更誇張的行為，立刻讚之為愛台灣」。「我們可以體諒張懸異地思鄉之情，但身為藝人，把歌唱好，讓觀眾大呼過癮，才是應有的本分，否則徒留誤己誤國，又於事無補的民粹歌手形象。」
此舉反而激起許多網友支持張懸之立場與其所發表的聲明；並指出銀正雄引據失當、觀念落伍之處。
2014年3月以筆名凌瑞林對太陽花學運，將王丹與陳為廷等抗議團體的行為比喻為希特勒黑衫軍占領、縱火焚德國國會，並在部落格張貼一篇名為「318人民佔領立院行動主導者大起底」的謠言，點名參與支持學運的學生、教授都是民進黨員，讓多人信以為真，但除了清大社會所所長姚人多曾加入民進黨後退出，其他沒有一位有民進黨黨籍。
2014年8月在個人部落格對2014年臺灣高雄氣爆事故發表看法，論點全力批判高雄市政府，說：「試想，這樁慘劇如果發生在台中或雙北吧，相信我，台灣媒體就不會是吃素的，不會只想把箭頭指向李長榮化工等企業，肯定卯起來逼著經濟部長下台、藍營市長滾蛋，大罵『馬英九無能』。」
2015年7月31日銀正雄在其部落格發表文章，抨擊民進黨總統候選人蔡英文，銀正雄認為“不滅蔡英文悲劇更多”，“蔡英文才是台灣社會的惡性腫瘤，才是中華民國的心腹大患。此人不亡，會鬧出更多的社會悲劇；此人不滅，台灣經濟別想好；此人不除，台灣人民永遠別想過上安定和安靜的日子”。

### 註腳
1. ↑  談台灣土生土長的作家，劉紹銘，聯合報，1976/8/11
2. 1 2  管仁健. . 新頭殼 Newtalk.   [2015-08-04]. （原始内容存档于2021-01-19）.
3. ↑  .   [2015-08-05]. （原始内容存档于2017-10-20）.
4. ↑  中華民國刑法 （页面存档备份，存于） 全國法規資料庫
5. ↑  向羅伯特亞當斯道歉聲明 （页面存档备份，存于），銀正雄部落格，2012/10/31
6. ↑  司法院法學資料檢索系統 （页面存档备份，存于），見臺灣板橋地方法院刑事判決101年度易字第2978號。2012/11/7
7. ↑  （已撤除）作家銀正雄：洪仲丘不只是抓耙仔　還越級報告嚴重違紀 東森新聞 2013/7/17
8. ↑  對銀正雄先生之道歉與聲明 （页面存档备份，存于） 東森新聞 2013/7/18
9. ↑  作家銀正雄嗆1985聯盟：一群變態的年輕人 的存檔，存档日期2013-08-07.
10. ↑  數百人 穿紅衣 銀正雄挺馬 的存檔，存档日期2013-11-17. 中國時報 2013/10/13
11. ↑  【短片】聲援馬英九　作家銀正雄率紅衫軍繞行立院 （页面存档备份，存于） 蘋果日報 2013/10/12
12. ↑  張懸秀國旗，傷人又辱己 （页面存档备份，存于） 2013/11/08 銀正雄原文
13. ↑  銀正雄諷張懸民粹歌手 批秀國旗辱己  的存檔，存档日期2013-11-09.自由時報 2013/11/07
14. ↑  張懸國旗事件　作家銀正雄：傷人又辱己 （页面存档备份，存于）蘋果日報 2013/11/07
15. ↑  王丹與陳為廷 （页面存档备份，存于）中國時報 2014/03/21
16. ↑  . 《蘋果日報》. 2014年3月25日  [2014年3月25日]. （原始内容存档于2016年4月11日） （中文（繁體））.
17. ↑  . blog.udn.com.   [2014-08-02]. （原始内容存档于2018-02-02）.
18. ↑  .   [2015-08-06]. （原始内容存档于2020-08-01）.

### 延伸閱讀
- 劉紹銘，《台灣本地作家短篇小說選》
- 陳映真，《向內戰、冷戰意識形態挑戰》，2003年9月26日，中國時報人間副刊。

## 外部連結
- 銀正雄的在地部落格 （页面存档备份，存于）
- 銀正雄介紹 （页面存档备份，存于） 國立台灣文學館